# Vilacoba (Salvatierra de Miño)
Vilacoba (también llamada San Juan de Vilacoba y oficialmente San Xoán de Vilacova) es una parroquia del municipio de Salvatierra de Miño, en la provincia de Pontevedra, Galicia, España.
Su patrón es San Juan, al que está dedicada su iglesia.